# Taratai Village
Taratai Village är en ort i Kiribati.   Den ligger i örådet Tarawa och ögruppen Gilbertöarna, i den norra delen av landet, 25 km norr om huvudstaden Tarawa. Taratai Village ligger 10 meter över havet och antalet invånare är 203. Den ligger på ön Notoue.
Terrängen runt Taratai Village är mycket platt.  Närmaste större samhälle är Taborio Village, 3,4 km söder om Taratai Village. 